# 보더 브레이크
보더 브레이크: 세가 네트워크 로봇 워스(Border Break: Sega Network Robot Wars, 일본어: ボーダーブレイク)는 세가가 개발한 3인칭 메카 액션 아케이드 게임이다. 세가의 링에지(RingEdge) 아케이드 시스템 보드에서 구동되는 최초의 타이틀이며 2009년 9월 9일 일본에서, 2010년 1월 25일 홍콩에서, 2010년 4월 1일 타이완에서 출시되었다. 플레이스테이션 4 버전은 2018년 8월 2일 일본에서 출시되었다.
2009년 9월 말까지 1개월 안에 적어도 2,436개의 보더 브레이크 머신이 아케이드 운영자에게 판매되었으며 2009년 말까지 3,000대에 가까운 기기들로 그 수가 증가되었다. 2012년 3월 기준으로, 이 게임의 수익은 아케이드 머신 판매를 통해 81,00,000엔의 수익을 거두었으며 이는 1,000,000달러 이상의 가치와 맞먹는다.